# Радіо Свобода
Ра́діо Свобо́да (англ. «Radio Free Europe/Radio Liberty», до 1959 називалося Радіо Визволення) — інтернет-видання та радіостанція, яка позиціонує себе як приватний некомерційний інформаційно-новинний засіб масової інформації. Фінансується Конгресом США. Радіо не раз розглядалося як поширення американської пропаганди та інтересів США.
Здійснювала та частково й далі здійснює мовлення на Росію, країни Східної та Південно-Східної Європи, Кавказу, Центральної Азії та Близького Сходу. За даними самої радіостанції, її загальна аудиторія становить 35 млн слухачів.
Кореспондентська мережа радіостанції включає 23 корпункти (інформаційні бюро) та понад 1400 позаштатних кореспондентів.
Згідно з Інститутом масової інформації, «Радіо Свобода» увійшло до «білого списку» українських медіа в 2020. Цей список включає медіа, які мають рівень якісної інформації понад 95 %.

## Історія
Радіо «Вільна Європа»/«Радіо Свобода» засновано 1950 року і до 1971 року фінансувалася ЦРУ через Управління міжнародного радіомовлення США. Спочатку радіомовлення транслювалося в Болгарії, Чехословаччині, Угорщині, Польщі та Румунії. Три роки потому «Радіо Свобода» розпочала мовлення на Радянський Союз російською та 15 іншими національними мовами. Мовлення на Естонію, Латвію і Литву РВЄ/РС розпочало в 1975 році.
1 березня 1953 року, майже водночас зі смертю Сталіна (5 березня 1953) починається мовлення радіостанції під назвою Радіо Визволення. Першим її диктором став Сергій Дубровський. Згідно з офіційною історією «Радіо Свобода», «Визволення» задумано «Американським Комітетом зі звільнення від більшовизму» як емігрантське радіо, рупор «Координаційного центру антибільшовицької боротьби для звільнення Батьківщини від комуністичної диктатури». Ця радіостанція вела мовлення мовами народів союзних республік СРСР, а також татарською і башкирською мовами, тоді як створене приблизно у той же час Радіо Вільна Європа працювало на соціалістичні країни Європи.
З самого початку фінансове й адміністративне сприяння роботі радіостанції надавав Конгрес США. Фінансування здійснювалося з американського бюджету через Центральне розвідувальне управління США, яке контролювало діяльність радіостанції. Радіопередачі велися з ФРН: у студії в Мюнхені вони записувалися на магнітну стрічку, потім котушки доставлялися в Лампертгайм, де був радіопередавач. Будівля, в якій розміщувалася радіостанція, знаходилася поруч з міським Англійським парком на Еттынгенштрассе, 67 (в університетській бібліотеці LMU Fachbibliothek Englischer Garten), а нью-йоркська філія — за адресою 1775 Broadway.
- 1955 — СРСР створює і розширює мережу глушіння західних радіостанцій, що охоплювала найбільші міста і густонаселені райони.
- Травень 1959 року — радіостанція змінює свою назву на «Радіо Свобода», котра збереглася досі.
- 1971 — ЦРУ США визнає свою участь у фінансуванні і управлінні РС, після чого радіостанція переходить до підпорядкування Управління міжнародного радіомовлення США, а її бюджет переводиться на відкритий рахунок Конгресу США.
- 1976 — «Радіо Свобода» і «Радіо Вільна Європа» об'єднуються.
- 1995 — радіостанція перебазовується до Праги (Чехія).
- 2001 — почалася ретрансляція прямого ефіру через інтернет у форматі Real Audio, а пізніше — і Windows Media.

В лютому 2024 року російська влада оголосила діяльність Радіо Свободи «небажаною» в Росії. 
15 листопада 2024 року корпорація Apple повідомила «Радіо Свобода» про видалення з російського AppStore програми «Свобода» з контентом російської служби та її проєктів «Сибір.Реалії» та «Північ.Реалії». Причиною названо вимогу Роскомнагляду, який повідомив Apple, що програма містить інформаційні матеріали організації, діяльність якої на території Росії визнана небажаною.
14 березня 2025 року, президент США Дональд Трамп підписав Указ про ліквідацію семи федеральних агентств, зокрема Агентства глобальних медіа, яке керувало «Радіо Свобода» та «Голос Америки». Згідно повідомлення  головного виконавчого директора RFE/RL Стівена Капуса, «Радіо Свобода», що діє у США, отримало офіційне повідомлення про припинення фінансування згідно рішення, яке прийняв Конгрес США.
25 березня 2025 року суддя Ройс Ламберт видав тимчасову судову заборону, яка заблокувала ліквідацію організації, визнавши, що спроба адміністрації Трампа позбавити групу фінансування "не підкріплена жодними фактами чи міркуваннями" і, ймовірно, порушує федеральний закон.

### «Радіо Свобода» в період Холодної війни
Протягом багатьох десятиліть «Радіо Свобода»/«Вільна Європа» надавало своїй багатонаціональній аудиторії в СРСР і Східній Європі факти радянської історії і сучасної дійсності, що ховалися від народу і не освітлювалися офіційними ЗМІ, а також інформацію про діяльність осіб і організацій, які виступали проти комуністичних режимів в СРСР і країнах Східної Європи (див. дисидент) і репресіях проти них з боку влади.
Радіостанція надавала трибуну опальним і нонконформістськи налаштованим політичним діячам, перебіжчикам, «відмовникам», дисидентам, відомим творчим працівникам Радянського Союзу і країн Східної Європи. Постійними співробітниками РС/РВЄ були Олександр Галич і Сергій Довлатов; частими гостями і позаштатними співробітниками — Андрій Синявський, Віктор Нєкрасов, Василь Аксьонов, Володимир Войнович. На хвилях радіостанції читали їхні літературні твори, філософські есе, мемуари; часто влаштовувалися «круглі столи» і диспути на культурні і політичні теми.
Завдяки «Радіо Свобода» аудиторія в СРСР і Східній Європі змогла ознайомитися з багатьма творами, відомими тільки в «самвидаві». Це дало підставу колишньому заступникові директора радіостанції Стефану Міллеру сказати, що «значною мірою РС/РВЄ була високоінтелектуальною станцією».
На початку 1980-х років, з приходом до влади в США адміністрації Рейгана і призначенням директором РС/РВЄ колишнього сенатора-республіканця Джеймса Баклі, стали лунати звинувачення в адресу керівництва радіостанції (особливо від співробітників-євреїв) в тому, що воно попало під вплив украй правих сил, і тон основних передач стали задавати виразники ідей російського націоналізму і антисемітизму, до яких відносили передусім Олександра Солженіцина. Комісія Конгресу не знайшла в роботі радіостанції істотних порушень, хоч і рекомендувала посилити контроль за ефіром.
Дещо пізніше, 1986 року, звинувачення Російської служби «Радіо Свобода» у випуску програм, «ворожих духу плюралізму і демократії», були знов висунуті в спеціальній доповіді про мовлення США на СРСР, підготовленому за замовленням Гельсінського американського комітету позаштатним кореспондентом станції Людмилою Алексєєвою; ця доповідь сильно нашуміла і стала основою для нових претензій з боку конгресмена Лоуренса Сміта.
Зі свого боку, радянське керівництво і влада країн Східної Європи розглядали РС/РВЄ як інформаційну зброю Заходу в «холодній війні», знаряддя західної пропаганди, спрямоване на збудження суспільної незадоволеності діями влади, формування масової опозиції правлячому режиму, розпалювання міжнаціональної ворожнечі в СРСР, заохочення ідей національної винятковості, підривання єдності соціалістичного табору. Радянська влада характеризувала діяльність радіостанції як «наклепницьку» і як «ідеологічну диверсію», направлену на підрив «єдності радянського суспільства» і соціалістичної системи.
Як заходи протидії на всій території Радянського Союзу (особливо в густонаселених районах і навколо промислових центрів) була розгорнута мережа глушіння. Глушіння РС/РВЄ здійснювалося також протягом 1973—1980 років, у той час як глушіння більшості зарубіжних радіостанцій, що мовили на СРСР, було припинене (це пояснювалося тим, що решта радіостанцій — «Голос Америки», «Німецька хвиля», «Бі-Бі-Сі» — мали, на відміну від РС/РВЄ, державний статус). Остаточно воно було припинене лише у 1988 році, і РС/РВЄ було останньою радіостанцією, з якої глушіння було зняте.
У зв'язку з крахом соціалістичної системи і розпадом СРСР і, з іншого боку, у зв'язку зі встановленням свободи слова у Східній Європі, потреба в широкомасштабній пропагандистській діяльності зійшла нанівець, і фінансування радіостанції скоротилося. Національні редакції, що працювали на країни Східної Європи і союзні республіки СРСР, були (переважно) закриті.
Про діяльність РС/РВЄ в роки «Холодної війни» схвально відгукувалися такі її слухачі, як Вацлав Гавел, Лех Валенса, Адам Міхнік. Вони вважають, що значення радіостанції для слухачів було «важко переоцінити», перш за все як надійного джерела новин.

### Телеканал «Настоящее время»
Настоящее Время — медіапроєкт «Радіо Свобода» в партнерстві з «Голосом Америки». Медіапроєкт почав свою роботу в жовтні 2014 року, з однойменною вечірньою передачею та запуском сайту currenttime.tv.
В березні 2016 року «Настоящее время» почав тестове мовлення однойменного телеканалу на супутнику Eutelsat Hot Bird 13B, а трохи пізніше і на сайті «Настоящего врємєні». 3 жовтня 2016 року телеканал почав повноцінне мовлення з запуском вечірнього блоку програм по буднях.

## Мовні редакції
В «Радіо Свобода» діє 30 національних відділів.

### Українська редакція «Радіо Свобода»
Робота українського відділу «Радіо Свобода» (тоді ще «Радіо Визволення») розпочалася у квітні 1954 року. Тоді в редакції працювало тільки три редактори й одна стенографістка. 16 серпня 1954 року перший ефір розпочався словами «Брати і сестри! Українці! Ми живемо за кордоном, та наші серця й думки завжди з вами. Жодна „залізна завіса“ не розділить нас і не стане на перешкоді». У 1954 році склад української редакції сформовано з діячів української еміграції різних країн світу: Миколи Ковальського (він очолив редакцію) — із Франції, Миколи Степаненка (він став заступником керівника редакції) — з США, Михайла Демковича-Добрянського — з Британії, Юрія Тарковича та Андрія Ромашка — з Німеччини. Тодішній президент радіостанції Гоуленд Сарджент наполягав, що співробітники редакцій повинні максимально професійно працювати з інформацією і станція мала бути авторитетним і достовірним джерелом інформації, а не засобом для антирадянської пропаганди.
Українська редакція «Радіо Свобода» готувала щоденні 20-хвилинні випуски, які повторювалися 36 разів на добу, а двічі на тиждень в ефір виходили годинні програми. Передачі починалися і закінчувалися виконанням українського гімну — пісні «Ще не вмерла Україна». Серед пріоритетних тем була розповідь про Голодомор, який згадували як акцію, навмисно сплановану саме проти українців.
У перших двох десятиліттях діяльності, роботу «Радіо Свобода» контролювало Центральне розвідувальне управління США (ЦРУ) — що стало приводом для критики радянської преси. Але співробітники того часу згадують у мемуарах, що вплив ЦРУ на редакційну політику був мало відчутний. Формально зв'язки радіостанції з ЦРУ тривали до 1973 року.
До кінця 80-х років Українська редакція «Радіо Свобода» не мала власних кореспондентів в Україні і отримувала інформацію або від безпосередніх учасників подій, або від правозахисників. У 1989 році вперше залучено українських громадян (зокрема Сергія Набоку) і створено перше кореспондентське бюро в Києві — на приватній квартирі, звідки телефоном передавалися новини до редакції. Офіційний Київський кореспондентський пункт «Радіо Свобода» відкрито 3 червня 1992 року.

## Відомі особистості
У різні роки авторами і кореспондентами «Радіо Свобода» були Емма Андієвська, Валерій Брайнін-Пассек, Аркадій Галинський, Олександр Галич, Ганна Герман, Віктор Єрофєєв, Ігор Качуровський, Володимир Малинкович, Андрій Охрімович, Володимир Притула, Олег Туманов, Ірина Халупа, Петро Вайль, Савік Шустер, Владислав Проненко, Тарас Марусик, Мар'яна Драч та інші.